# EJ 671
EJ 671 (Elektrická Jednotka, тип 671) — двоповерховий електропоїзд подвійного живлення виробництва компанії «Škoda Vagonka». Випускається на замовлення Словацьких залізниць для приміських ліній.